# 龙川 (1931年)
龙川（1931年—），原名龙爱川，男，湖南邵东人，中华人民共和国政治人物，曾任广西壮族自治区人民政府副主席，广西壮族自治区政协副主席。